# Infinite Things
Infinite Things è il quinto album in studio della cantante britannica Paloma Faith, pubblicato nel 2020.

## Tracce
1. Supernatural – 3:33 (Paloma Faith, Tre Jean-Marie)
2. Monster – 3:11 (Faith, Uzoechi Emenike, Finlay Dow-Smith)
3. Gold – 3:58 (Sigrid Raabe, Steve McCutcheon)
4. Falling Down – 3:35 (Faith, Jamie N Commons, Adam Argyle, Mark Crew)
5. Infinite Things – 4:47 (Faith, Clarence Coffee Jr., Patrick Wimberly)
6. If This Is Goodbye – 4:44 (Faith, Edward Harcourt-Smith)
7. Better Than This – 3:27 (Faith, Amanda Cygnaeus, Richard "Liohn" Zastenker, Salem Al Fakir, Vincent Pontare, Jamie Hartman, Davide Rossi)
8. Me Time – 3:17 (Faith, Faouzia Ouihya, Tobias Gad)
9. If Loving You Was Easy – 3:44 (Faith, Josef Salvat)
10. Beautiful & Damned – 2:37 (Faith, Nosa Obasohan, Jean-Marie, Daniel Traynor)
11. I'd Die for You – 4:01 (Faith, Jake Portrait, Wimberly)
12. Living with a Stranger – 3:26 (Faith, Natalie Dunn, Ryan Vojtesak, Kaelyn Behr)
13. Last Night on Earth – 2:48 (Faith, Josh Record, Wimberly)